# Parafia Najświętszego Serca Jezusowego w Małkini Górnej
Parafia pw. Najświętszego Serca Jezusowego w Małkini Górnej – rzymskokatolicka parafia należąca do dekanat Ostrów Mazowiecka – Wniebowzięcia Najświętszej Maryi Panny, diecezji łomżyńskiej, metropolii białostockiej. Parafię prowadzą księża diecezjalni.
Parafia została erygowana w 20 lutego 1907 r. przez ks. bp Apolinarego Wnukowskiego, biskupa płockiego. 

## Miejsca święte
Kościół parafialny
Kościoły filialne i kaplice
Kościół pw. Najświętszej Maryi Panny Częstochowskiej w Błędnicy.

## Obszar parafii
W granicach parafii znajdują się miejscowości:

- Błędnica,
- Borowe,
- Daniłowo,
- Daniłówka Pierwsza,
- Daniłówka Druga,
- Kańkowo,
- Klukowo,
- Małkinia Dolna,
- Niegowiec,
- Orło,
- Małkinia Mała-Przewóz,
- Sumiężne.

oraz ulice Małkinii Górnej:

- Brokowska,
- Kolejowa,
- Kościelna,
- 1 Maja,
- Nurska,
- Ostrowska,
- Piaski.